# 气化反应
气化反应（gasification）是转换有机的或化石燃料的碳质物料为一氧化碳，氢气和二氧化碳的方法。这是通过在高温下（>700℃）时，物料不完全燃烧，并与受控量氧气和/或水蒸气发生的反应来实现的。所产生的气体混合物称为合成气（syngas），本身是燃料。如果从生物质得到的气化化合物，气化反应本身与产生气体的燃烧所产生的动力被认为是可再生能源的来源。
气化反应的优点在于，使用合成气可能比原燃料的直接燃烧更有效，因为它可以在较高的温度被燃烧，甚至在燃料电池中被燃烧，以使由卡诺定理定义效率的热力学上限更高或（在燃料电池中的情况下）不适用。合成气可能直接在燃气内燃机中被燃烧，被用于产生甲醇和氢，或通过费托合成方法被转化为合成燃料。气化也可以开始使用本来会将被丢弃的材料，例如生物降解垃圾。另外，高温工艺精炼出腐蚀性的灰渣元素如氯化物和钾，允许从来自存在问题燃料生产出清洁的合成气产品。化石燃料的气化目前被广泛使用以工业规模生产电力。

## 历史

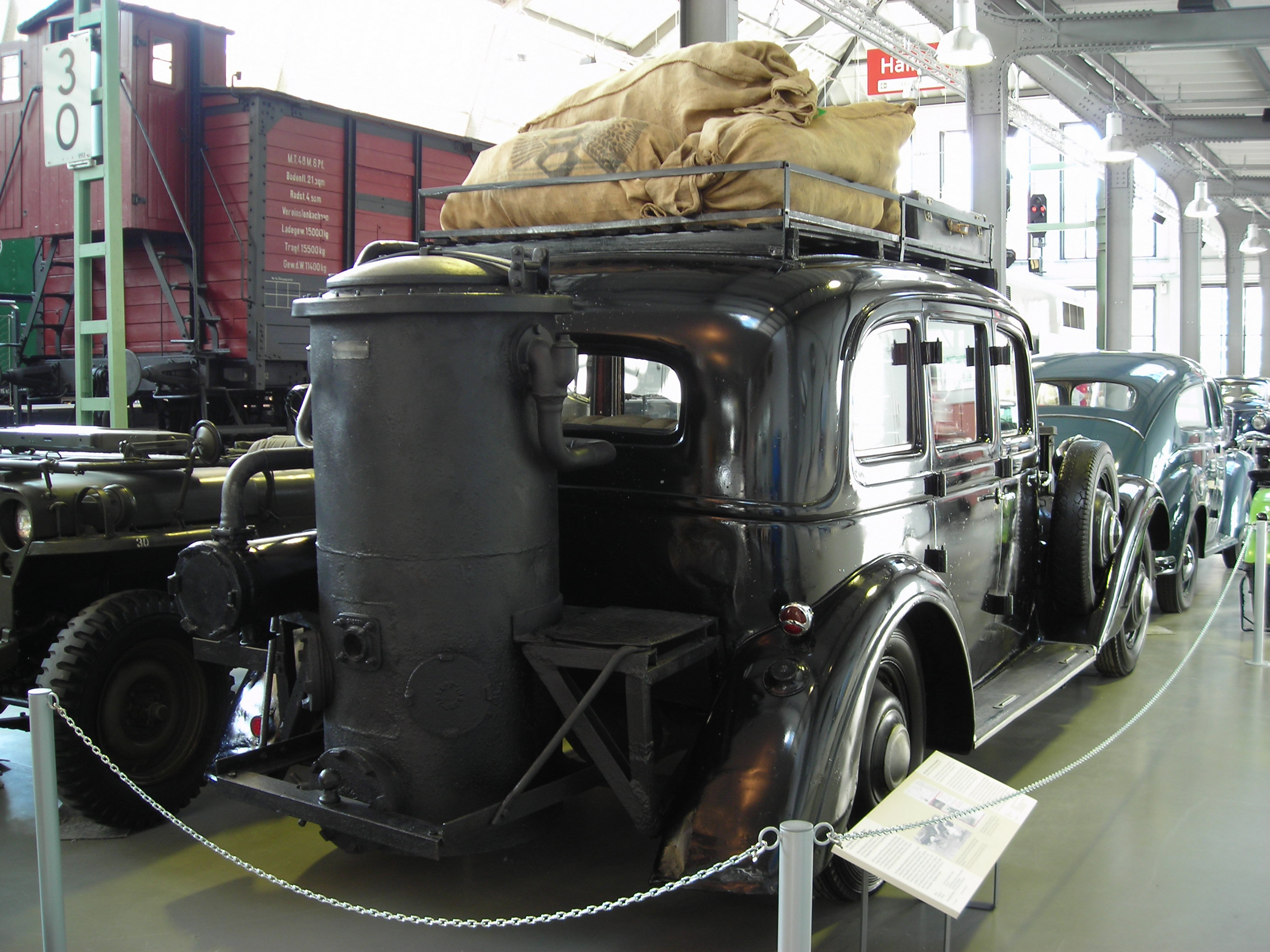
带有煤气气体发生器的阿德勒外交官 3汽车（1941年）

采用气化法生产能源的工艺过程已使用超过180年。在早期，煤炭和泥炭被用来驱动这些工厂。最初是为了在19世纪制造用于照明和烹饪的城镇煤气而开发的，它被电力和天然气所取代，它也被用在高炉中，但是自从1920年代在生产合成化学品方面发挥了更大的作用。
在两次世界大战中，特别是第二次世界大战中，由于石油短缺，通过气化生产燃料的需要再次出现了。被称为Gasogene或Gazogène的木煤气发生器被用于驱动欧洲的汽车。到1945年，有由气化反应驱动的卡车，公共汽车和农业机械。据估计，世界各地有近90万辆汽车使用发动机燃气。

## 当前应用
合成气可以用于热产生和用于产生机械和电力。与其他气体燃料一样，与固体燃料相比，气化反应煤气对功率水平的控制更大，从而实现更高效和更清洁的运行。
合成气还可用于进一步加工成液体燃料或化学品。

### 供热
气化器为供热应用提供了灵活的选择，因为它们可以改装到现有的燃气装置中，例如烤炉，炉，锅炉等，其中合成气可以代替化石燃料。合成气的热值通常为约4-10 MJ/m3。

### 电力
目前，工业规模气化主要用于从化石燃料（例如煤）产生电，其中合成气在燃气轮机中燃烧。气化也在工业上用于使用整体煤气化联合循环（IGCC）生产电，氨和液体燃料（油），具有为燃料电池产生甲烷和氢的可能性。与常规技术相比，IGCC也是更有效的CO2捕集方法。IGCC示范工厂自1970年代初开始运行，并且在1990年代建造的一些工厂现在正在进入商业服务。

### 热电联产
在木材来源可持续的小型企业和建筑应用中，250-1000千瓦和在欧洲安装了新的零碳生物质气化厂，从木材生产无焦煤合成气，并在与热回收发电机连接的往复式发动机中燃烧 。 这种类型的工厂通常被称为木材生物质热电联产(CHP)单元，但是工厂具有七个不同过程：生物质加工，燃料输送，气化，气体清洁，废物处理，发电，和热回收。

### 运输燃料
柴油引擎可以使用发生炉煤气（Producer gas）在双燃料模式下运行。 很容易实现柴油在高负荷时的80％以上和正常负荷下70-80％的替代率。火花点火引擎和固态氧化物燃料电池可以使用100％的气化气体。来自发动机的机械能可用于例如驱动用于灌溉的水泵或与用于耦合发电的交流发电机。
虽然小型气化炉已经存在了100多年，但获得即用型机器的来源却很少。 小型设备通常是DIY项目。 但是，目前在美国，有几家公司提供气化炉来运行小型引擎。

### 可再生能源和燃料

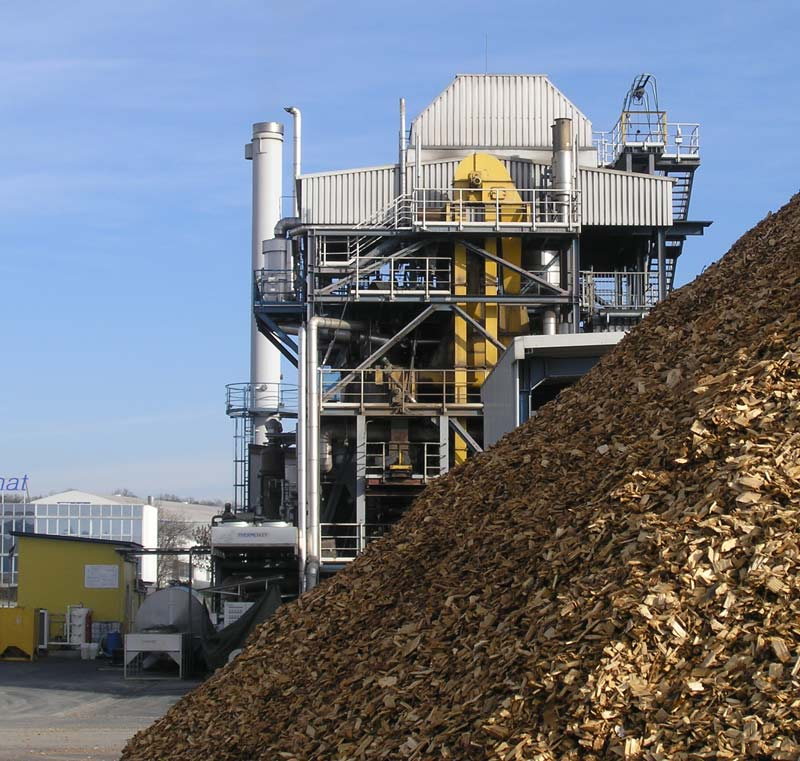
位于奥地利布尔根兰州居兴市，流化床气化与费托合成试点工厂，利用木屑生物质（2006年）

原则上，气化可以从几乎任何有机材料进行，包括生物质和塑料废物。所得合成气可以燃烧。或者，如果合成气足够干净，则其可用于燃气发动机，燃气涡轮机或甚至燃料电池中的发电，或通过甲醇脱水有效地转化为二甲醚（DME），通过萨巴捷反应（Sabatier reaction）转化为甲烷，或通过费托合成（Fischer–Tropsch process）转化为类似柴油的合成燃料。在许多气化过程中，输入材料的大多数无机组分，例如金属和矿物质，保留在灰分中。 在一些气化过程（成渣气化）中，该灰分具有低沥滤性质的玻璃状固体的形式，但是在成渣气化中的净功率产生低（有时是负的）并且成本更高。
目前有几个工业规模的生物质气化厂。 自2008年以来，瑞典Svenljunga的一个生物质气化厂产生高达14 MWth，分别供应在Svenljunga的工业用和民用与过程蒸汽和区域供热。 气化炉使用生物质燃料，例如CCA或杂酚油浸渍的废木材和其他类型的再循环木材，以产生在现场燃烧的合成气。2011年，在Munkfors能源 （页面存档备份，存于）的热电联产（CHP）工厂安装了使用相同种类燃料的类似气化炉。 热电联产工厂将产生2 MWe（电力）和8 MWe（区域供热）。
示范项目的例子包括：
- 瑞典哥德堡GoBiGas项目的32兆瓦双流化床气化项目，自2014年12月起生产约20MW的替代天然气，并从森林残余物中提炼出来并投入天然气网[16]。
- 奥地利可再生能源网络[17]包括一家使用双流化床气化装置的工厂，该装置为居兴镇提供了由木屑生成的2MW的电力，利用GE Jenbacher往复式气体引擎[18]和4MW热量[19]，自2003年以来。
- Go Green Gas在英国Swindon的试验工厂已经示范了由废弃原料的甲烷产量为50kW。 该项目促成了建设一座价值2500万英镑的商业设施，该设施旨在利用废木材和垃圾衍生燃料每年产生22GWh的电网质量天然气，预计将于2018年完工[20]。

## 参阅
- 煤气化
- 整体煤气化联合循环
- 合成气
- 等离子体气化（英语：Plasma gasification）